# Brandon Hickey
Brandon Hickey (né le 13 avril 1996 à Leduc, dans la province de l'Alberta au Canada) est un joueur professionnel canadien de hockey sur glace.

## Carrière en club
En 2011, il commence sa carrière avec les Saints de Spruce Grove dans la LHJA. Il est choisi au cours du repêchage d'entrée 2014 dans la Ligue nationale de hockey par les Flames de Calgary en 3e ronde, en 64e position. Il passe professionnel avec les Americans de Rochester dans la Ligue américaine de hockey en 2018.

## Statistiques
| Saison    | Équipe                      | Ligue |    | Saison régulière | Saison régulière | Saison régulière | Saison régulière | Saison régulière |   | Séries éliminatoires | Séries éliminatoires | Séries éliminatoires | Séries éliminatoires | Séries éliminatoires |
| Saison    | Équipe                      | Ligue | PJ | B                | A                | Pts              | Pun              | PJ               | B | A                    | Pts                  | Pun                  |                      |                      |
| 2011-2012 | Saints de Spruce Grove      | LHJA  | 2  | 0                | 0                | 0                | 2                | -                | - | -                    | -                    | -                    |                      |                      |
| 2012-2013 | Saints de Spruce Grove      | LHJA  | 55 | 1                | 6                | 7                | 11               | 16               | 0 | 0                    | 0                    | 12                   |                      |                      |
| 2013-2014 | Saints de Spruce Grove      | LHJA  | 49 | 4                | 18               | 22               | 29               | 13               | 0 | 5                    | 5                    | 4                    |                      |                      |
| 2014-2015 | Eagles de Boston College    | HE    | 41 | 6                | 11               | 17               | 18               | -                | - | -                    | -                    | -                    |                      |                      |
| 2015-2016 | Eagles de Boston College    | HE    | 36 | 5                | 3                | 8                | 28               | -                | - | -                    | -                    | -                    |                      |                      |
| 2016-2017 | Eagles de Boston College    | HE    | 35 | 4                | 11               | 15               | 41               | -                | - | -                    | -                    | -                    |                      |                      |
| 2017-2018 | Eagles de Boston College    | HE    | 35 | 6                | 8                | 14               | 45               | -                | - | -                    | -                    | -                    |                      |                      |
| 2018-2019 | Americans de Rochester      | LAH   | 38 | 1                | 8                | 9                | 18               | -                | - | -                    | -                    | -                    |                      |                      |
| 2019-2020 | Americans de Rochester      | LAH   | 23 | 1                | 1                | 2                | 12               | -                | - | -                    | -                    | -                    |                      |                      |
| 2020-2021 | Wolves de Chicago           | LAH   | 15 | 1                | 1                | 2                | 7                | -                | - | -                    | -                    | -                    |                      |                      |
| 2021-2022 | Silver Knights de Henderson | LAH   | 13 | 0                | 2                | 2                | 8                | -                | - | -                    | -                    | -                    |                      |                      |
| 2021-2022 | Canucks d'Abbotsford        | LAH   | 15 | 1                | 1                | 2                | 2                | -                | - | -                    | -                    | -                    |                      |                      |
| 2022-2023 | Silver Knights de Henderson | LAH   | 17 | 1                | 1                | 2                | 8                | -                | - | -                    | -                    | -                    |                      |                      |
| 2022-2023 | Everblades de la Floride    | ECHL  | 22 | 3                | 4                | 7                | 8                | 22               | 0 | 3                    | 3                    | 30                   |                      |                      |
| 2023-2024 | Silver Knights de Henderson | LAH   | 35 | 3                | 5                | 8                | 14               | -                | - | -                    | -                    | -                    |                      |                      |
| 2024-2025 | Silver Knights de Henderson | LAH   | 29 | 2                | 2                | 4                | 4                | -                | - | -                    | -                    | -                    |                      |                      |

## Transactions en Carrières
- Le 17 juin 2017, il est échangé aux Coyotes de l'Arizona par les Flames de Calgary avec Chad Johnson et un choix conditionel de 3e ronde au repêchage d'entrée 2018 en retour de Mike Smith.

- Le 14 juin 2018, il est échangé aux Sabres de Buffalo par les Coyotes de l'Arizona avec Mike Sislo en retour de Hudson Fasching.

## Trophées et Distinctions
- Il remporte la Coupe Spengler avec l'Équipe Canada en 2017-2018.

### Ligue  de hockey junior de l'Alberta
- Il remporte la Coupe avec les Saints de Spruce Grove en 2013-2014.